# Соколовський Богдан Іванович
Богдан Іванович Соколовський (12 квітня 1954, с. Олексинці Борщівського району Тернопільської області — 22 червня 2021) — український фізик, політик, дипломат. Кандидат фізико-математичних наук (1980).

## Життєпис
Народився 12 квітня 1954 року в с. Олексинці Борщівського району (нині — Чортківського) Тернопільської області.
Закінчив фізичний факультет Львівського університету ім. Франка (1976).
Під керівництвом І.Р.Юхновського працював у галузі експериментальної фізики спецматеріалів і спецтехнологій, зокрема, в лабораторіях Марбурзького та Хемніцького університетів (ФРН). У 1993 році був пролобійований ним, на той час Першим віцепремʼєр-міністром України, на дипломатичну службу (працював у посольствах України вФРН, США, Австрії, був начальником управління економічного і науково–технічного співробітництва МЗС).
Проявив себе як рідкісний бездар і інтриган, у лютому 2004 року після чергового скандалу був звільнений із дипломатичної служби.
У 2008—2010 роках - уповноважений Президента України з міжнародних питань енергетичної безпеки.
Під час останніх відвідин родинного села Бігалі з генералом Віктором Гвоздем не знайшов могили прадіда, взагалі українських могил, кілька давніх українських хрестів були зі збитими написами (цвинтар впорядкований, є нові поховання поляків).

## Родина
Був одруженим, мав двох дітей.

## Політика
- 1989—1999, з 2011 — член Народного Руху України.
- Після розколу НРУ ввійшов в Український Народний Рух (потім — УНП).
- 2003—2008 — голова секретаріату УНП, потім — заступник голови партії.

## Науковий доробок
Автор понад 100 наукових робіт і винаходів, співавтор монографії.